# Feltámad a vadnyugat
A Feltámad a vadnyugat (eredeti cím: Westworld) 1973-ban bemutatott amerikai science-fiction thriller-westernfilm, melyet Michael Crichton írt és rendezett (rendezői debütálásaként). A főbb szerepekben Yul Brynner, Richard Benjamin és James Brolin látható.
Egy futurisztikus vidámparkban a látogatók szórakoztatására fenntartott élethű androidok meghibásodnak és embereket kezdenek gyilkolni.
Az 1973. augusztus 17-én bemutatott film jól teljesített jegyeladások terén és a kritikusok is dicsérték, különösen Brynner alakítását. A filmet 1976-ban követte egy kevésbé sikeres folytatás, az Eljövendő világ, majd 1980-ban Beyond Westworld címmel egy rövid életű televíziós sorozat is elkészült. 2016-tól 2022-ig futott a HBO gyártásában a Westworld című drámasorozat, mely szintén pozitív kritikai fogadtatásban részesült.

## Cselekmény
A film megjelenéséhez képest nem túl távoli jövőben a Delos nevű vidámparkban három tematikus komplexum érhető el: egy amerikai vadnyugati, egy középkori európai és egy ókori római. Minden vidámparkot olyan androidok népesítenek be, melyek szinte megkülönböztethetetlenek az emberi lényektől. Ezek az androidok napi 1000 dollárért cserébe a vidámpark látogatóinak minden igényét kielégítik, legyen az szexuális jellegű vagy a gyilkolás vágya – mindezt a legnagyobb biztonság mellett, mert a gépek képtelenek kárt tenni a látogatókban.
Peter Martin először látogat a Delosba barátjával, a visszatérő vendégnek számító John Blane-nel a vadnyugati helyszínre. Az egyik látványosság egy névtelen fegyverforgató, amelyet arra programoztak, hogy tűzpárbajt provokáljon ki a vendégekkel (és természetesen veszítsen, hogy aztán másnap ismét visszatérjen). A parkban éles lőfegyvereket használnak, de a beépített hőérzékelő miatt az emberekre nem, csak a „hidegvérű” androidokra veszélyesek. 
A Delost üzemeltető technikusok problémát kezdenek észlelni, amely egyre több üzemzavart okoz, először a római és a középkori világban, majd a vadnyugaton is. A szakemberek beszélgetéseiből kiderül, hogy az androidok majdnem ugyanolyan bonyolultak, mint egy élő szervezet és mivel más számítógépek tervezték őket, az emberek még a működésükkel sincsenek tökéletesen tisztában. Blane egy komolyabb üzemzavar áldozatra lesz: egy mechanikus csörgőkígyó megmarja. A középkori helyszínen még súlyosabb tragédia történik, az ottani látványosságnak számító Fekete Lovag ugyanis kardpárbajban megöli az egyik vendéget. A technikusok megkísérlik a park áramtalanítását, de ezzel csapdába ejtik magukat a hermetikusan lezáródó vezérlőközpontban, miközben az androidok tartalék energiaforrásaikat felhasználva szabadon gyilkolnak a parkban.
Martin és Blane – egy részeg kocsmai verekedés után – a bordélyházban másnaposan felébredve mindezekkel nincs tisztában. Amikor szembetalálják magukat a már jól ismert fegyverforgatóval, Blane játékosan tűzpárbajra hívja őt, ám az végez vele. Martin pánikszerűen elmenekül, nyomában üldözőjével. A park többi részébe érve csak halott vendégeket, sebesült androidokat és egy menekülni próbáló és hamarosan a fegyverforgató áldozatául eső technikust talál. A római világban egy aknába lemászva Martin a földalatti irányítóközpontba jut és felfedezi a csapdába esve megfulladt technikusok holttesteit. Egy androidok javítására szolgáló laboratóriumban Martin robotnak tetteti magát, savat önt a fegyverforgató arcába, ezután a felszínre siet.
A sav miatt károsodott üldözője már csak beépített hőkövető rendszerével képes tájékozódni. Martin erre ráeszmélve egy égő fáklya alatt keres menedéket és felgyújtja vele a fegyverforgatót. Utolsó erejével az még egyszer megkísérel rátámadni, de nemsokára összeesik és üzemképtelenné válik. A kimerült és sokkos állapotban lévő Martin a várbörtön lépcsőin pihen meg, a háttérben ironikus módon a Delos reklámszövege hallatszik.

## Szereplők
| Színész          | Szerep                         | Magyar hang          |
| ---------------- | ------------------------------ | -------------------- |
| Yul Brynner      | fegyverforgató                 | Matus György         |
| Richard Benjamin | Peter Martin                   | Rékasi Károly        |
| James Brolin     | John Blane                     | Szabó Sipos Barnabás |
| Alan Oppenheimer | főmérnök                       | Varga T. József      |
| Victoria Shaw    | középkori királyné             | Papp Ági             |
| Dick Van Patten  | bankár                         |                      |
| Linda Gaye Scott | Arlette, a francia prostituált |                      |
| Steve Franken    | menekülő Delos technikus       |                      |
| Michael Mikler   | Fekete Lovag                   |                      |
| Terry Wilson     | seriff                         |                      |
| Majel Barrett    | Miss Carrie, madám             | Czigány Judit        |

## Fordítás
- Ez a szócikk részben vagy egészben  a   Westworld (film) című angol Wikipédia-szócikk fordításán alapul.  Az eredeti cikk szerkesztőit annak laptörténete sorolja fel. Ez a jelzés csupán a megfogalmazás eredetét és a szerzői jogokat jelzi, nem szolgál a cikkben szereplő információk forrásmegjelöléseként.